# Soft Dogs
Soft Dogs er det ottende studiealbum af den danske rockgruppe D-A-D. Det udkom den 20. februar 2002 på Medley Records (EMI). Albummet fulgte op på det succesfulde album Everything Glows fra 2000, der vandt fire priser ved Danish Music Awards 2001. Soft Dogs er blevet beskrevet af bandet som "classic rock med hvalros-overskæg, store bæltespænder og cowboyskjorte", og er ikke så hårdt som tidligere, men med mere fokus på poppede ballader.

## Modtagelse
Albummet modtog blandede anmeldelser; BT gav to ud af seks stjerner og kaldte det "deres dårligste og mest uinspirerede udgivelse nogensinde", mens Gaffa gav maksimale seks stjerner. I 2014 udtalte D-A-D at albummet aldrig burde være udgivet, og forsanger Jesper Binzer sagde: "Det var retfærdigt, at vi fik hug for den plade, for der er tre eller fire dårlige numre på. Alt blev forceret, så vi løb efter noget uden for os selv, og vi fik ikke os selv med."
Albummet gik ind på førstepladsen af hitlisten, og modtog guld for 25.000 solgte eksemplarer allerede fire dage efter udgivelsen. På mindre end én uge solgte albummet 32.000 eksemplarer. I april modtog albummet platin for 50.000 solgte eksemplarer. Soft Dogs blev nomineret til Årets danske rockudgivelse og coveret til Årets cover ved Danish Music Awards 2003, men vandt ikke i nogen af kategorierne. Singlen "Soft Dogs" blev nomineret til Årets lytterhit ved P3 Prisen 2002.

## Spor
| Nr.           | Titel                   | Længde |
| ------------- | ----------------------- | ------ |
| 1.            | "Soft Dogs"             | 4:30   |
| 2.            | "What's The Matter?"    | 4:57   |
| 3.            | "The Truth About You"   | 4:11   |
| 4.            | "Golden Way"            | 4:37   |
| 5.            | "So What?"              | 4:39   |
| 6.            | "Between You And Me"    | 3:21   |
| 7.            | "Out There"             | 3:30   |
| 8.            | "It Changes Everything" | 3:31   |
| 9.            | "Un Frappe Sur La Tête" | 2:59   |
| 10.           | "Blue Alle Over"        | 4:17   |
| 11.           | "Hey Little Airplane"   | 3:19   |
| 12.           | "Human Kind"            | 4:02   |
| Total længde: | Total længde:           | 47:59  |

## Medvirkende
- Stig Pedersen – bass, kor
- Laust Sonne – trommer, percussion, kor arrangement
- Jacob Binzer – guitar, keyboard, kor
- Jesper Binzer – lead vokal, kor, guitar
- Rune Olsen – percussion
- Sharin Foo – frappe vokal
- Henrik Marstal – cello, strygere, strygerarrangement
- Bobo Moreno – vokal arrangement
- Dan Hemmer – B-3 hammondorgel (spor 6)
- Sine Bach Rüttel – banjo (spor 10)
- Nick Foss – producer
- Rune Nissen-Petersen – tekniker
- Tim Palmer – mixer (spor 1–7)
- Lars Overgaard – mixer (spor 8–12)

## Hitlister
| Hitliste(2002)              | Højeste placering |
| --------------------------- | ----------------- |
| Danmark (Album Top-40)      | 1                 |
| Sverige (Sverigetopplistan) | 54                |